# Wiener Sportklub
Der Wiener Sportklub war ein österreichischer Fußballverein aus dem Bezirk Hernals in der Bundeshauptstadt Wien und spielte bis 2017 in der drittklassigen Regionalliga Ost.
Der Verein wurde 2001 von ehemaligen Funktionären und Spielern der Fußballsektion des Wiener Sport-Clubs als Auffangverein für den wirtschaftlich in Not gekommenen Klub gegründet. Der WSK übernahm Platz, Lizenz, Spieler und Fans des WSC. 2017 wurde der WSK in den WSC wiedereingegliedert.

## Geschichte

### Vorgeschichte
Der Wiener Sportklub hatte seine Wurzeln im Wiener Sport-Club. Der Traditionsverein, der seit 1883 besteht und seit 1907 eine eigene und erfolgreiche Fußballsektion führte, geriet Mitte der 1990er Jahre in finanzielle Schwierigkeiten, die in zwei mit einem Ausgleich abgeschlossenen Konkursverfahren mündeten, den Verein 1995 aber zum freiwilligen Rückzug aus der damals bestehenden Partnerschaft mit dem SV Gerasdorf und zum damit verbundenen Abstieg aus der 2. Bundesliga in die Regionalliga Ost zwangen.
2001 erreichte der WSC den Meistertitel in der Wiener Stadtliga und konnte durch den Wiederaufstieg in die drittklassige Regionalliga mit der AXA-Versicherung erstmals seit vielen Jahren wieder einen potenten Vereinssponsor gewinnen und das Spieljahr auch in wirtschaftlicher Hinsicht positiv abschließen. Da das zweite Konkursverfahren zu dieser Zeit noch nicht abgeschlossen war und die Zukunft des Vereins trotz der wirtschaftlichen und sportlichen Aufbruchstimmung nicht gesichert schien, sahen sich einige Funktionäre und Aktive der Fußballsektion dazu veranlasst, einen Auffangverein für die Spieler des Wiener Sport-Clubs zu gründen.

### Gründungsgeschichte und erste Erfolge des WSK
Im Juni 2001 kam es zur vereinsrechtlichen Gründung des FC Wien-Hernals und im Dezember desselben Jahres zur Umbenennung in Wiener SK AXA. Im Jänner 2002 beschloss die Generalversammlung des WSC mehrheitlich die Neugründung des Wiener SK AXA und damit die Übernahme des Spielbetriebes des WSC. Diese Entscheidung fiel nicht zuletzt, weil der Masseverwalter des WSC, Alzinger, der Generalversammlung eine Schließung des Spielbetriebes in Aussicht stellte.
Der Wiener SK AXA trat in weiterer Folge als „Wiener Sportklub“ auf und ersetzte, ohne dem Wiener Fußballverband beigetreten zu sein, aber mit dessen Duldung, ab dem Frühjahr 2002 stillschweigend und vorerst auch von der Konkurrenz in der Regionalliga unbemerkt den Wiener Sport-Club. Unbelastet von den Schulden des Altvereins verstärkte sich der neue Klub auf mehreren Positionen und wurde – obwohl der Verein nur 15 der 30 Meisterschaftsrunden selbst absolvierte – mit den noch vom WSC erzielten Punkten in der Saison 2001/02 mit zehn Zählern Vorsprung auf den Floridsdorfer AC Meister der Regionalliga Ost.
Mit diesem Titelgewinn qualifizierte sich der Verein für die Relegationsspiele zur zweiten Bundesliga, der damaligen Ersten Division. Gegen den neuntplatzierten Zweitligisten FC Lustenau 07 kam der WSK im Heimspiel nur zu einem 0:0-Remis und verlor das Rückspiel in Lustenau mit 0:4. Nachdem über den Bundesligameister FC Tirol Innsbruck ein Konkursverfahren eröffnet worden war und die Tiroler sich aus der Liga zurückgezogen hatten, wurden diese Relegationsspiele für obsolet erklärt und der Wiener SK AXA Wienstrom durfte direkt in die zweite Spielstufe aufsteigen.
Im Lizenzierungsverfahren für die Bundesliga wurde dem WSK jedoch in erster Instanz die Lizenz mit der Begründung, dass der Verein weder Mitglied des WFV noch regulärer Teilnehmer der Regionalliga Ost wäre, verweigert. Der Wiener Sportklub AXA Wienstrom erhob gegen diese Entscheidung keinen Einspruch, sodass diese formal in Rechtskraft erwuchs. Teile der Vereinsführung des WSK traten stattdessen an mehrere Politiker der im Parlament vertretenen Parteien, unter anderem auch an Peter Westenthaler, den seinerzeitigen Klubobmann der FPÖ, heran und erhielten durch eine damals umstrittene Entscheidung der zweiten Instanz im Lizenzierungsverfahren die Lizenz für die Bundesliga bewilligt.

### Ein Jahr Zweitklassigkeit und Erfolge in der Stadthalle
In der Ersten Division der Bundesliga erreichte der Wiener SK AXA Wienstrom in der Saison 2002/03 trotz zwölf Siegen und sechs Remis mit zwei Punkten Rückstand auf den Relegationsplatz nur den letzten Tabellenrang und musste nach nur einem Jahr wieder in die Regionalliga Ost absteigen. Im ÖFB-Pokal konnten die Dornbacher bis in das Achtelfinale vordringen, wo sie allerdings dem Erstligisten SK Sturm Graz auswärts mit 0:3 unterlagen. Überraschend gut spielte der WSK beim Wiener Stadthallenturnier, wo der Verein nach der Auftaktniederlage gegen FK Austria Wien (3:4) mit Siegen über den SK Rapid Wien (5:4 und 3:1) und Austria Wien (3:1) überlegener Gruppensieger vor den beiden Spitzenvereinen wurde und nach einem 6:5-Erfolg im Semifinale über den SV Mattersburg sogar ins Endspiel vordrang. Dort blieben die Dornbacher allerdings chancenlos und verloren gegen die Austria mit 1:5.
Nach dem Abstieg aus der Ersten Division belegten die Schwarz-Weißen in der Regionalligasaison 2003/04 nur den enttäuschenden 12. Tabellenrang. Der Verein konnte den Verkauf vieler Leistungsträger nicht verkraften und sah sich zu einem Umbau gezwungen.

## Rechtliches Verhältnis zum Wiener Sport-Club
Der Altverein Wiener Sport-Club überstand die durch den Austritt der Fußballsektion hervorgerufene Vereinskrise und führte nach wie vor eine offiziell damals ruhende Fußballsektion. Der Wiener Fußballverband musste dem seinerzeitigen Gründungsmitglied im Jahr 2003 die auf den WSK übertragene Verbandsnummer zurückgeben und den WSC als eigenständiges Verbandsmitglied anerkennen.
Am 23. April 2004 einigten sich der WSC und der WSK auf eine vertragliche Vereinbarung, in der es dem WSK untersagt wird, „sich der Geschichte und Tradition des WSC zu berühmen, insbesondere auf eine Weise, aus der für Dritte abgeleitet werden könnte, dass der WSK mit dem WSC ident ist.“ Weiters hat der WSK auch gegenüber den Medien und sonstigen Dritten „auf erste Aufforderung des WSC klarzustellen, dass der WSK nicht die vom WSC zuvor erzielten Erfolge, Resultate und sonstigen Leistungen für sich in Anspruch nimmt und nehmen kann.“
Auf rechtlichen Druck des Wiener Sport-Clubs zahlt der Wiener SK für die Möglichkeit, sich in beschränktem Umfang – und nicht länger als zehn Jahre – „Wiener Sportklub“ nennen zu dürfen, jährlich ein Entgelt von 10.750 €, das zur Erfüllung des überwiegenden Teils des Zwangsausgleichs des WSC verwendet wird. Daneben wurden seit 2004 zwischen den Verantwortlichen der beiden Vereine Gespräche über eine Integrierung des neuen WSK als Fußballsektion in den Sport-Club bzw. über die Möglichkeit, dem WSK den Status eines eigenständigen Zweigvereins des WSC zu gewähren, geführt. Im März 2006 wurden diese Gespräche ergebnislos abgebrochen, da der damalige Präsident des Wiener SK den Klub als eigenständigen Verein erhalten wollte. Auch danach gab es immer wieder Gespräche zwischen verschiedenen Funktionären der beiden Vereine, die jedoch keine konkreten Ergebnisse brachten. Von Seiten des WSC stellte man die Reaktivierung ihrer eigenen Fußballsektion in Aussicht.
Sowohl bei WSC und Wiener SK als auch bei der Anhängervereinigung des WSC und den FreundInnen der Friedhofstribüne gab es nach wie vor Stimmen, die eine Zusammenführung von WSC und Wiener SK als wünschenswert erachteten, zumindest jedoch eine friedliche Koexistenz der beiden Vereine forderten.

### Fusion mit dem WSC
Am 25. April 2016 entschied die Mitgliederversammlung des WSC, in der Saison 2016/17 wieder eine Fußballsektion zu betreiben. Diese trat in jener Saison in der 2. Klasse B an, die man als Fünfter von 13 Vertretern beendete. In der darauffolgenden Spielzeit fusionierte der WSC mit dem WSK, der dadurch wieder verschwand. Der WSC übernahm den Startplatz des WSK in der Regionalliga Ost sowie im ÖFB-Cup.

## Fans des Wiener Sportklubs
Lokalrivale des WSK war bis zur Saison 2008/09 – bis zu deren Aufstieg – der Ligakonkurrent Vienna. Das „kleine Wiener Derby“, wie die Begegnungen zwischen den beiden ehemaligen Erstligisten genannt werden, wurde zumeist vor bis zu 7.000 Fans ausgetragen.
Ab der Saison 2014/15 gab es wieder das „kleine Wiener Derby“, da die Vienna ab dieser Saison wieder in der Regionalliga Ost spielte. Am 27. März 2015 fand das erste Heim-Ligaderby des Sportklubs mit der Vienna seit der Saison 2008/09 auf dem WSC-Platz statt, bei dem auf der restlos ausverkauften traditionsreichen Sportstätte 7.842 Zuschauer zugegen waren.
Zwischen 2009 und 2016 konnte der Wiener Sportklub insgesamt die meisten Zuschauer in der Regionalliga Ost für sich gewinnen.

## Stadion
Die Spielstätte des WSK war der Wiener Sportclub-Platz, der älteste noch bespielbare Fußballplatz in Österreich. Am 25. Oktober 2018 genehmigte der Gemeinderat eine Subvention von 6,25 Mio €, für die Renovierung des desolaten Stadions. Im Jahr 2020 sollte mit der Renovierung begonnen werden und im Jahr 2021 sollte die Renovierung, die unter laufendem Spielbetrieb stattfinden sollte, abgeschlossen sein. Nach einer Überarbeitung und Ausweitung der Revitalisierungspläne ist die Neueröffnung für Herbst 2026 geplant.

## Erfolge
- 1 × Meister Regionalliga Ost: 2002
- 1 × Teilnahme Erste Division: 2003
- 2 × Finalist Wiener Stadthallenturnier: 2003, 2009
- 2 × Sieger Wiener Fußball-Verband Hallenturnier im Dusika-Stadion: 2009, 2015
- 1 × Finalist Wiener Fußball-Verband Hallenturnier im Dusika-Stadion: 2008
- 1 × Wiener Fußball-Verband Gesamtmeister im Nachwuchsbereich: 2007/2008
- 1 × Sieger Wiener Fußball-Verband Weihnachtsturnier: 2002

## Bekannte Spieler des WSK
| - Andreas Fading - Philipp Frenzl - Sertan Günes - Thomas Helly - Thomas Hickersberger - Markus Holemar - Jürgen Leitner | - Andreas Lipa - Arminas Narbekovas - Marco Pérez - Christian Schandl - Gerardo Seoane - Christian Stumpf - Diego Viana |

## Frauenfußball
Das Damenteam wurde im Mai 2011 gegründet und startete in der 1. Klasse A (4. Liga). Gründer und Sektionsleiter ist der bekannte Musiker Chris Peterka, der auch als Trainer seit 2006 im Wiener Frauenfußball aktiv ist. Trainer der Kampfmannschaft war in den ersten drei Saisonen Thomas Rauch und ab der Saison 2014/15 Mehmet Aksoy. In der Premierensaison 2011/12 wurde man auf Anhieb ohne Punkteverlust Meister und stieg in die Wiener Landesliga (3. Liga) auf. Neben dem Meistertitel holte man auch den Wiener Frauencup. Damit bekam man einen Startplatz im ÖFB-Frauencup für die Saison 2012/13. In der Saison 2012/13 wurde man ungeschlagen Meister in der Wiener Landesliga, der Aufstieg in die zweithöchste Leistungsstufe wurde in der Relegation knapp verfehlt. Auch in der Saison 2013/14 wurde der Meistertitel in der Wiener Landesliga ungeschlagen fixiert, der Aufstieg in die 2. Liga wurde abermals in der Relegation vergeben. Im ÖFB-Frauencup kamen die WSK-Frauen in der Saison 2013/14 als Drittligist unter die Top 16. Insgesamt erreichten die WSK-Frauen in den ersten drei Jahren ihres Bestehens in 50 Meisterschaftsspielen 47 Siege und 3 Unentschieden. Nach einem Vizemeistertitel in der Wiener Landesliga in der Saison 2014/15 übernahmen in der folgenden Saison 2015/16 der ehemalige Austria-Wien-Profi Patrick Kasuba sowie Josef Kirchberger das A- bzw. B-Team der WSK-Frauen. Das Frauenteam wurde vom Wiener Sport-Club 2017 übernommen.